# HAT-P-15 (Berehynia)
HAT-P-15 eller Berehynya, är en ensam stjärna belägen i den mellersta delen av stjärnbilden Perseus. Den har en skenbar magnitud av ca 12,41 och kräver ett kraftfullt teleskop för att kunna observeras. Baserat på parallax enligt Gaia Data Release 3 på ca 5,19 mas, beräknas den befinna sig på ett avstånd på ca 629 ljusår  (193 parsek) från solen. Den rör sig bort från solen med en heliocentrisk radialhastighet på ca 31 km/s.

## Nomenklatur
År 2019 valdes HAT-P-15 som en del av NameExoWorlds-kampanjen organiserad av International Astronomical Union, som tilldelade varje land en stjärna och en planet att namnges. HAT-P-15 tilldelades namnet Berehynia och planeten gavs namnet Tryzub, på förslag av ukrainska amatörastronomer.

## Egenskaper
HAT-P-15 är en gul till vit stjärna i huvudserien av spektralklass G5 V, som saknar observerbar stjärnfläcksaktivitet. Den har en massa som är ca 1,01 solmassa, en radie på ca 1,08 solradie och utsänder från dess fotosfär energi i ungefär samma mängd som solen vid en effektiv temperatur av ca 5 700 K. Stjärnan är äldre än solen men har en koncentration av tunga element som är ungefär 190 procent av solens överskott.
En spektroskopisk undersökning 2015 misslyckades med att hitta några följeslagare till HAT-P-15, men bildundersökningar har identifierat en eller möjligen två röda dvärgar med en projicerade separation av 1 210 respektive 1 370 AE.

## Planetsystem

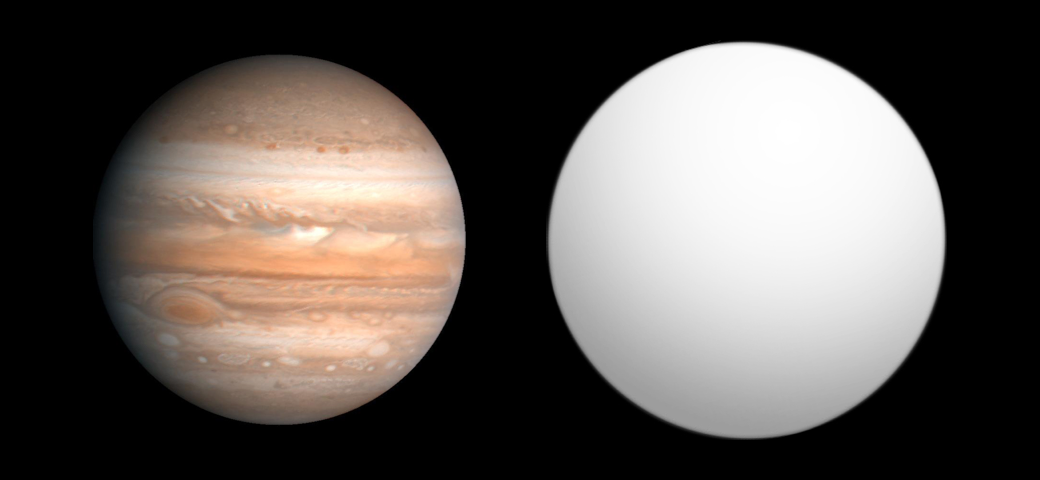
Storleksjämförelse av HAT-P-15 b och Jupiter

År 2010 upptäcktes en het superjupiter exoplanet HAT-P-15 b i omlopp kring stjärnan. Den har en jämviktstemperatur på 904 ± 20 K. En omloppssimulering visar att alla planeter innanför b-banan skulle gå i spiral inåt och förstöras inom en tidsperiod på mindre än en miljard år. Planetbanan överensstämmer väl med stjärnans ekvatorialplan, med en avvikelse av 13 ± 6 grader.
| Planet     | Massa             | Halv storaxel (AE) | Siderisk omloppstid (d) | Excentricitet | Inklination | Radie            |
| ---------- | ----------------- | ------------------ | ----------------------- | ------------- | ----------- | ---------------- |
| b / Tryzub | >1,946 ± 0,066 MJ | 0,0964 ± 0,0014    | 10,863502 ± 0,000027    | 0,19 ± 0,019  | 89,1 ± 0,2° | 1,072 ± 0,043 RJ |